# Haut-Bocage
Haut-Bocage es una comuna nueva francesa situada en el departamento de Allier, de la región de Auvernia-Ródano-Alpes.

## Historia
Fue creada el 1 de enero de 2016, en aplicación de una resolución del prefecto de Allier de 17 de diciembre de 2015 con la unión de las comunas de Givarlais, Louroux-Hodement y Maillet, pasando a estar el ayuntamiento en la antigua comuna de Maillet.

## Demografía
| Gráfica de evolución demográfica de Haut-Bocage entre 1800 y 2013 |
|                                                                   |

Los datos entre 1800 y 2013 son el resultado de sumar los parciales de las tres comunas que forman la nueva comuna de Haut-Bocage, cuyos datos se han cogido de 1800 a 1999, para las comunas de Givarlais, Louroux-Hodement y Maillet de la página francesa EHESS/Cassini. Los demás datos se han cogido de la página del INSEE.

## Composición
| Comuna delegada  | Código INSEE | Población (2013) | Superficie (km²) | Densidad (hab./km²) |
| ---------------- | ------------ | ---------------- | ---------------- | ------------------- |
| Givarlais        | 03123        | 246              | 14.85            | 17                  |
| Louroux-Hodement | 03153        | 343              | 29.18            | 12                  |
| Maillet          | 03158        | 344              | 26.61            | 13                  |